# William Huskisson
William Huskisson (11. března 1770, Birtsmorton Court, Worcestershire, Anglie – 15. září 1830, Eccles, Manchester, Anglie) byl britský státník, ekonom a finančník. Přes třicet let byl poslancem Dolní sněmovny, od mládí zároveň zastával nižší funkce ve vládě a nakonec byl ministrem obchodu (1823–1827) a ministrem války a kolonií (1827–1828). Nejvíce je známý díky své smrti jako historicky první doložená oběť železniční nehody, zahynul pádem pod lokomotivu při slavnostním zahájení provozu Liverpoolské dráhy.

## Kariéra

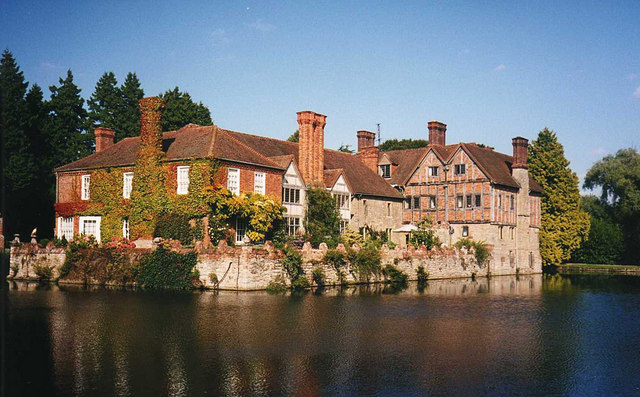
Zámek Birtsmorton Court (Worcestershire), rodiště Williama Huskissona

Pocházel ze statkářské rodiny, byl synem Williama Huskissona, dětství strávil na rodném zámku Birtsmorton Court v hrabství Worcestershire. Původně studoval v Anglii, ale v letech 1783–1792 žil v Paříži u svého strýce Richarda Gema (1726–1800), který byl lékařem britského vyslanectví ve Francii. Díky své osobní přítomnosti začátku francouzské revoluce se od mládí zabýval politikou, v letech 1790–1792 byl tajemníkem vyslance markýze ze Staffordu. Spolu s ním se po přerušení diplomatických styků s Francií vrátil do Anglie. Díky vlivným konexím se brzy dostal ke státním úřadům, pomohla mu také znalost francouzštiny a organizoval jednání s francouzskými emigranty. V letech 1795–1801 byl státním podsekretářem války a kolonií, v roce 1796 byl poprvé zvolen do parlamentu. Po pádu vlády svého patrona Williama Pitta mladšího (1801) žil v soukromí, v roce 1802 neuspěl ve volbách do Dolní sněmovny, mezitím zdědil majetek svého strýce Richarda Gema (1800). Z dědictví si koupil zámek Eartham House (Sussex), který se stal jeho trvalým sídlem.

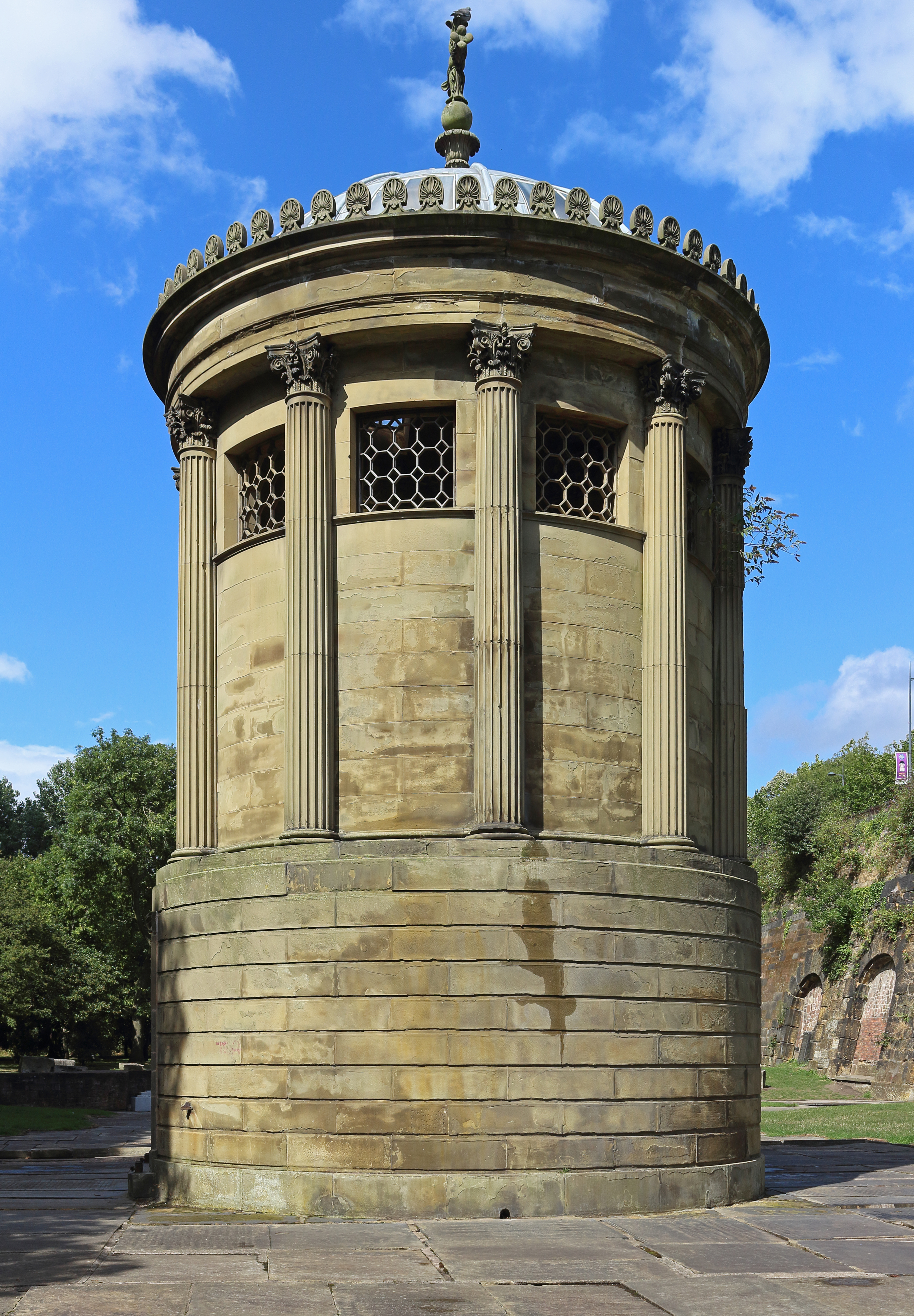
Huskissonův památník v Liverpoolu

Do politiky se vrátil s druhou Pittovou vládou, od roku 1804 byl znovu poslancem Dolní sněmovny a v letech 1804–1806 a 1807–1809 státním podtajemníkem na ministerstvu financí. Od roku 1814 byl členem Tajné rady a výboru Tajné rady pro obchod a kolonie, v letech 1814-1823 zastával funkci vrchního komisaře státních lesů a statků. V letech 1823–1827 byl ministrem obchodu a zároveň prezidentem úřadu námořního pokladu (Navy Treasurer) a nakonec v Robinsonově vládě krátce ministrem války a kolonií (1827–1828). V politice patřil k umírněným toryům a stoupencům Georga Canninga, po jeho smrti převzal vedení jeho frakce v Dolní sněmovně. Skupina dvanácti poslanců byla známá pod názvem Huskissonites a díky svým politickým postojům byla vyloučena z účasti na Wellingtonově vládě v letech 1828–1830.
Ve svých státních úřadech inicioval četné ekonomické reformy, i když byl částečně limitován příslušností ke straně toryů a se svými spolustraníky se dostával do sporu například v otázce volného obchodu. Nepodařilo se mu prosadit ani návrh sloučení britských měrných jednotek s evropským metrickým systémem. Proslul v debatách k obilním zákonům a po napoleonských válkách se aktivně věnoval i finanční politice (návrat ke zlatému standardu).

## Smrt

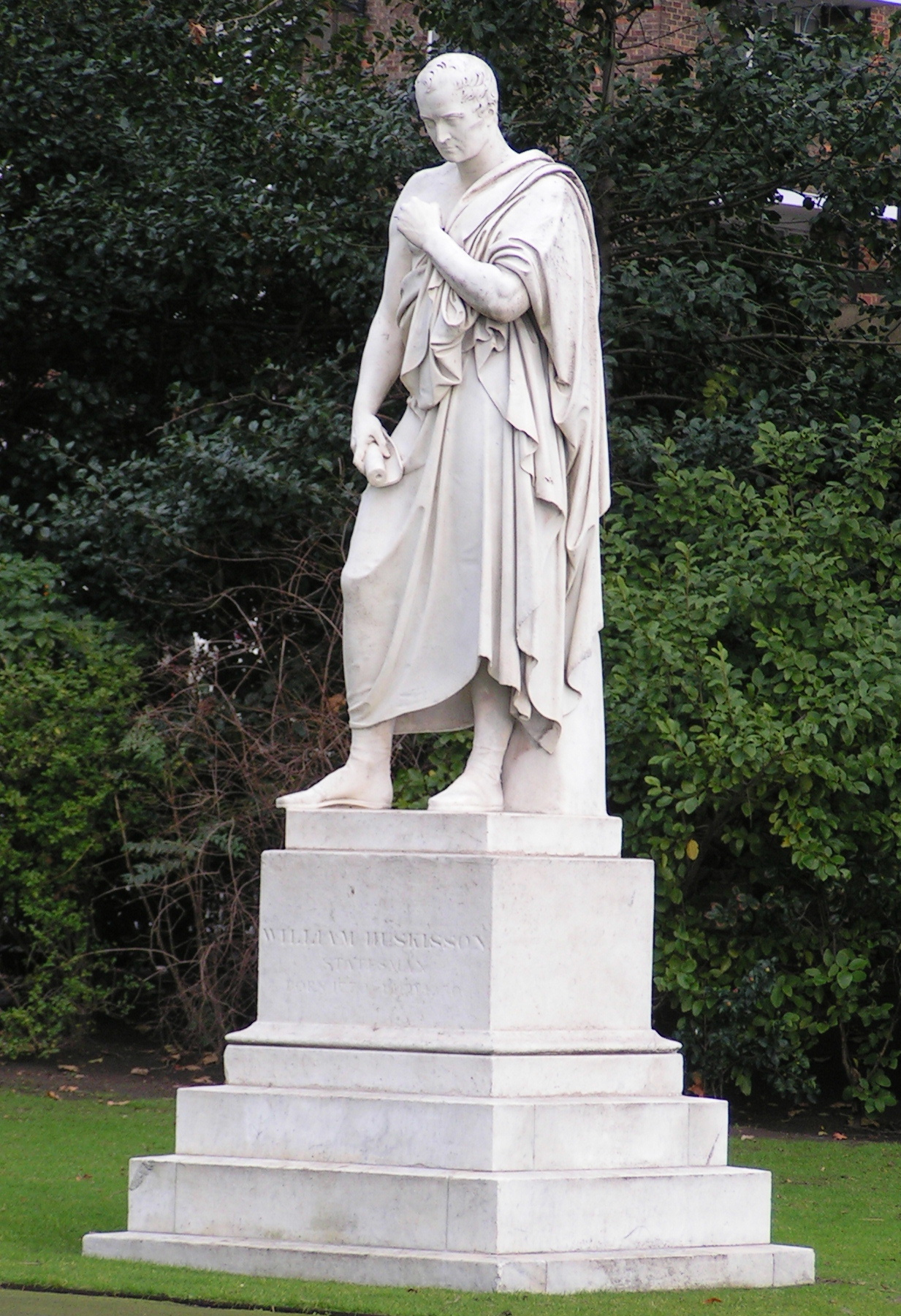
Socha Williama Huskissona v Londýně

Ve svém posledním poslaneckém mandátu byl od roku 1823 poslancem za město Liverpool a jako čestný host byl v září 1830 pozván na slavnostní otevření Liverpoolské dráhy vedoucí z Liverpoolu do Manchesteru. Byl krátce po chirurgickém zákroku a na doporučení lékaře měl účast odmítnout, ale považoval událost za důležitou a chtěl se zde sejít s premiérem vévodou Wellingtonem. Zahájení provozu liverpoolské dráhy 15. září 1830 se zúčastnilo osm vlaků, dvě z lokomotiv řídili osobně konstruktéři George Stephenson a jeho syn Robert Stephenson. Huskisson zazmatkoval při vystupování z jednoho vlaku a spadl pod další vlak projíždějící po druhé koleji. Lokomotiva Rocket mu přejela obě nohy a zemřel krátce poté na faře v Eccles poblíž Manchesteru.
Huskisson byl historicky první známou obětí neštěstí na železnici a již v době jeho pohřbu se vedly debaty o bezpečnosti železniční dopravy, která měla v době svých počátků řadu odpůrců. Huskissonova smrt měla v důsledku i významný politický přesah, protože jeho stoupenci se v parlamentu po ztrátě vůdčí osobnosti přiklonili k whigům. Whigové posílení o Huskissonovu frakci krátce poté přehlasovali vládu v parlamentu a ještě na podzim 1830 byl vévoda Wellington donucen rezignovat na funkci premiéra. V nové Greyově vládě pak našli uplatnění někteří z Huskissonových stoupenců (například pozdější premiéři vikomt Palmerston a vikomt Melbourne nebo Charles Grant).
Krátce po smrti byly jeho parlamentní projevy vydány tiskem ve třech svazcích (The Speeches of William Huskisson; Londýn, 1831).
Jeho manželkou byla od roku 1799 Eliza Emily Milbanke (1777–1856), dcera admirála Marka Milbanka. Manželství zůstalo bez potomstva.